# Růžďka
Růžďka (deutsch Rauschka, früher Rautschka bzw. Rauczka) ist eine Gemeinde in der mährischen Walachei in Tschechien. Sie liegt sechs Kilometer nördlich von Vsetín bzw. neun Kilometer südlich von Valašské Meziříčí und gehört zum Okres Vsetín.

## Geographie
Růžďka erstreckt sich im Nordwesten des Wsetiner Berglandes im Tal des Baches Růžďka bzw. Růždecký potok. Nördlich erheben sich die Poskla (534 m), Medůvka (608 m) und der Vršek (536 m), im Nordosten die Na Kovadlině (654 m), Štípa (706 m) und Vršky (693 m), östlich der Brdo (718 m), im Südosten die Dušná (730 m), südlich der Na Vlčici (606 m), sowie im Nordwesten der Pálenisko (571 m).
Nachbarorte sind U Lošků, Řehořov und Ve Vrškách im Norden, U Zajíců und Zámčisko im Nordosten, Lázy, U Mrlinů, Malá Bystřice, Na Čupku, Na Skalí und Stránice im Osten, Holešov, Hurtíci, U Urbanců und V Ohradě im Südosten, Na Loučkách, U Katrušáků, Vsacká, Hlinsky, Růždecký Vesník und Dřevojánci im Süden, Jablůnka im Südwesten, U Kříže, Páleniska und U Bohatců im Westen sowie U Matuštíků, Hlinské und Bystřička im Nordwesten.

## Geschichte
Das Dorf entstand im 15. Jahrhundert im Zuge der Besiedlung der Tannen-Buchen-Urwälder im mährisch-ungarischen Grenzgebiet in den Karpaten. Die erste schriftliche Erwähnung von Rúščka erfolgte am 8. Januar 1504 in der Olmützer Landtafel, als der spätere mährische Landeshauptmann Jan Kuna von Kunstadt († 1540) auf Rožnov seiner Frau Dorota von Zástřizl zur Sicherung einer Morgengabe von 3000 Gulden entsprechende Besitzrechte an der Feste Vsetín mit den Städtchen Vsetín und Pržno sowie den Dörfern Jablůnka, Rúščka, Kateřinice, Hošťálková, Johanová, Dolní Rokytnice, Horní Rokytnice, Liptál, Austí, Hovězí, Jasenka, Seninka und Ratiboř überschrieb und sich zu einer jährlichen Abzahlung von 300 Gulden verpflichtete. Am 24. Juni 1505 kaufte Jan Kuna gemeinschaftlich mit seinen vier Brüdern seiner Frau die Besitzrechte an der Herrschaft Vsetín ab, dabei wurde das aus 20 Anwesen bestehende Dorf als Ruozdczka bezeichnet. Seit 1517 ist in Ruozdczka eine Vogtei nachweisbar. Aus dem Jahre 1538 ist der Ortsname Rouška überliefert, 1627 wurde das Dorf Raustka genannt. Zu den nachfolgenden Besitzern gehörten die Herren von Pernstein, Nekeš von Landek, Arkléb von Víckov, Albrecht von Waldstein und Zdenko Žampach von Potštejn. Im Jahre 1605 ließ Václav Kalivoda in Rouška eine hölzerne evangelische Kirche errichten. Am 14. Mai 1634 verkauften die Herren von Žampach Raustka zusammen mit der Herrschaft Vsetín an den Kardinal Péter Pázmány, der eine erfolglose Rekatholisierung einleitete. Seit 1644 ist in dem Dorf ein katholischer Geistlicher nachweisbar, trotzdem blieben die meisten Bewohner Protestanten. Zu ihren illegalen Gottesdiensten kamen Pfarrer aus Ungarn und der Gnadenkirche in Teschen.
Mikuláš Pázmány ließ 1647 nordwestlich von Raustka an der nördlichen Grenze der Herrschaft im Tal der Bystřička, wo zuvor nur das Einzelgehöft Na Bystřičkách gestanden war, das Dorf Na Bystřičkách anlegen und trennte dessen Fluren von Raustka ab. 1654 erwarb Georg Illyesházy die Herrschaft von Mikuláš Pázmány. Im Jahre 1666 hatte Raustka 301 Einwohner und bestand aus 48 Häusern. Nach einer Instandsetzung der Kirche wurde diese 1667 dem hl. Bartholomäus geweiht. Im Jahre 1685 wurde in Pržno eine katholische Pfarre eingerichtet, zu der auch die Filialkirchen in Raustka und Hošťálková gehörten. Das älteste Ortssiegel stammt aus der ersten Hälfte des 18. Jahrhunderts und trägt die Inschrift PECZET + P + OBCI + D + RVSSTKI. 1763 hatte der Ort 509 Einwohner und bestand aus 110 Häusern. Die erste Schule entstand 1772 durch Jakub Görlich im Haus Nr. 136.
1777 gelangte ein vermutlich in Malá Lhota entstandenes, gefälschtes Toleranzpatent nach Raustka. Daraufhin wurde zu Trinitatis 1777 in dem Dorf öffentlich ein evangelischer Gottesdienst angehalten. Wegen des Vorfalls ermittelte eine Untersuchungskommission und ließ Ondra Holý, Jan Šutík und Pavel Hořanský als Vorsteher der illegalen evangelischen Gemeinde festnehmen. Bei der Ankunft des Militärs brach in Raustka eine Rebellion aus, die niedergeschossen wurde. Dabei starben Štěpán Kapitán, Jiří Čaník, Václav Žamboch und seine Tochter Kateřina Žambochová. Nach der blutigen Niederschlagung des Aufstandes kam das evangelische Gemeindeleben zum Erliegen. Diesen Umstand nutzte die Untersuchungskommission aus und ließ noch 1777 in Raustka ein katholisches Kaplanat errichten. Nach dem tatsächlichen Erlass des Toleranzpatentes bekannten sich im Jahre 1781 872 Einwohner zum Protestantismus.
Im Josephinischen Kataster von 1787 sind neben dem Kernort Růžďka die Ortslagen Potočný, Podolí, Záhumení, Na Zárubově, Porubiska und Páleniska ausgewiesen. Im Jahre 1790 hatte der Ort 1036 Einwohner. 1792 wurden in Raustka 83 Kinder aus dem Dorf sowie aus Holešov, Bystřička und Malá Bystřice unterrichtet. 1827 bestand der Ort aus 190 Häusern. Im Jahre 1828 wurde der Bau einer evangelischen Schule beschlossen. Die Grafen Illyesházy hielten den Besitz bis 1831. Im Jahre 1834 hatte das Dorf 1431 Einwohner und bestand aus 200 Häusern. Erst im Jahre 1842 genehmigte die Landesregierung in Brünn die Errichtung der evangelischen Schule, die 1844 den Unterricht aufnahm. Bis zur Mitte des 19. Jahrhunderts blieb Růžďka immer zur Herrschaft Vsetín untertänig.
Nach der Aufhebung der Patrimonialherrschaften bildete Rouštka/Rautschka mit dem Ortsteil Bystřička ab 1850 eine Gemeinde in der Bezirkshauptmannschaft Valašské Meziříčí. Zu dieser Zeit lebten in den 200 Häusern des Dorfes 1036 Menschen. Nachdem 1868 die evangelische und katholische Schule zu öffentlichen Schulen deklariert worden waren, erfolgte 1876 deren Zusammenschluss. Im Jahre 1880 wurde die Gemeinde als Roučka/Rautschka und seit dem Ende des 19. Jahrhunderts erneut als Rouštka bezeichnet. 1885 wurde die Eisenbahn von Mährisch Weißkirchen nach Wsetin eingeweiht und im Ortsteil Bystřička entstand eine Bahnstation, die den Namen Rouštka erhielt. 1891 kaufte die Gemeinde Rouštka das Gebäude der früheren evangelischen Schule. Im Jahre 1900 war die Gemeinde auf 278 Häuser angewachsen und erreichte mit 1625 Einwohnern die höchste Bevölkerungszahl ihrer Geschichte. 1302 der Einwohner waren Helvetier und 226 Katholiken. Im Jahre 1904 gründete sich die Freiwillige Feuerwehr. Seit 1910 gehört der Ort zum Bezirk Vsetín. Der heutige Ortsname Růžďka wurde 1924 eingeführt. Seit 1995 führt die Gemeinde ein Wappen und Banner.

## Gemeindegliederung
Für die Gemeinde Růžďka sind keine Ortsteile ausgewiesen. Zu Růžďka gehören die Ansiedlungen Holešov, Páleniska und U Lošků.

## Sehenswürdigkeiten
- Katholische Pfarrkirche St. Bartolomäus, erbaut 1807
- Evangelische Kirche, errichtet 1810
- Kreuz mit dem Wappen der Herrschaft Vsetín, errichtet 1777
- Gedenkstein an die Ermordung der Protestanten im Jahre 1777, geschaffen 1927 in Holešov
- Denkmal für die Opfer des Ersten Weltkriegs, errichtet 1928
- Denkmal für die Opfer des Zweiten Weltkriegs, aus dem Jahre 1948
- Naturschutzgebiet Louky pod Štípou, Orchideenwiesen am Südwesthang der Štípa
- Naturschutzgebiete Lúčky – Roveňky und Růždecký Vesník, südlich des Dorfes

## Persönlichkeiten

### Söhne und Töchter der Gemeinde
- Jan Maniš (1746–1781), evangelischer Prediger
- Bartoš Vlček (1897–1926), Dichter und Übersetzer
- Mečislav Borák (* 1945), Historiker

### Ehrenbürger
- Emanuel Vencl, Parlamentarier der Agrarpartei aus Rožnov, für Verdienste um die Zuteilung des Gemeindewaldes, (1934)
- Josef Chalupník, sozialdemokratischer Parlamentarier aus Ostrava, für Verdienste um die Unterstützung der Armen, (1934)
- Emil Kadlec, ehemaliger Bezirkshauptmann von Vsetín (1934)
- Tomáš G. Masaryk, Präsident (1935)
- Eva Borková, für die Erziehung von 17 Kindern im SOS-Kinderdorf (2004)